# Panregion
Panregion je politicko-geografický termín, jímž se rozumí transkontinentální blok spojující území více států na základě určitých kritérií (geografických, politických, ekonomických atd.).

## Německá teorie panregionů
Konceptem panregionů se ve svých dílech zabýval mj. německý geopolitik Karl Haushofer.
V jeho pojetí je svět rozdělen na 4 panregiony: Pan-Ameriku (ovládanou USA), Euro-Afriku (ovládanou Německem), Pan-Rusko (zahrnující Blízký východ a Indii) a Dálněvýchodní sféru pod vlivem Japonska.
V tomto pojetí leží centra panregionů vždy na severu, perifériemi jsou jižní oblasti, panregiony jsou ekonomicky soběstačné, na ostatních panregionech nezávislé a ideologicky ovládané pan-ideami.